# 基普欽齊
49°58′22″N 27°32′50″E / 49.97278°N 27.54722°E
基普欽齊（烏克蘭語：Кіпчинці），是烏克蘭西部的村莊，隸屬赫梅利尼茨基州的舍佩蒂夫卡區。該村始建於1497年，面積1.26平方公里，海拔高度242米，2001年人口304，人口密度每平方公里241.5人。